# Mortąg
Mortąg is een plaats in het Poolse district  Sztumski, woiwodschap Pommeren. De plaats maakt deel uit van de gemeente Stary Dzierzgoń en telt 220 inwoners.